# Ильинка (Дергачёвский район)
Ильинка — посёлок в Дергачёвском районе Саратовской области России. Входит в состав Зерновского муниципального образования.

## История
Переселенческая деревня Ильинка упоминается в Списке населённых мест Самарской губернии по сведениям за 1889 год. Деревня относилась к Орлово-Гайской волости Новоузенского уезда Самарской губернии. Однако в Списке указано, что на момент составления Списка деревня не была сформирована. Под деревню было отведено 328 десятин земли.
Согласно Списку населённых мест Самарской губернии 1910 года в деревне проживало 102 мужчины и 105 женщин, деревню населяли бывшие государственные крестьяне, переселенцы, преимущественно русские и малороссы, православные, в деревне имелась ветряная мельница.
В 1919 году в составе Новоузенского уезда деревня включена в состав Саратовской губернии.
На территории поселка находится курганы Бронзового века . 

## География
Посёлок находится в восточной части Саратовской области, в степной зоне, в пределах Сыртовой равнины, в верховьях реки Ильинка (приток реки Большой Узень), на расстоянии примерно 42 километров (по прямой) к юго-западу от посёлка городского типа Дергачи, административного центра района. Абсолютная высота — 48 метров над уровнем моря.

## Население
Динамика численности населения по годам:
| Годы      | 1910 | 2002 |
| --------- | ---- | ---- |
| Население | 207  | 82   |

| 2010 |
| ---- |
| 27   |

Гендерный состав
По данным Всероссийской переписи населения 2010 года в гендерной структуре населения мужчины составляли 51,9 %, женщины — соответственно 48,1 %.
Национальный состав
Согласно результатам переписи 2002 года, в национальной структуре населения казахи составляли 43 %, русские — 38 % из 82 человек.

## Улицы
Уличная сеть посёлка состоит из двух улиц (ул. Зелёная и ул. Школьная).